# Zdzisław Filipkiewicz
Zdzisław Henryk Filipkiewicz (Cracóvia, 21 de junho de 1916 - Cracóvia, 27 de abril de 1983) é um ex-basquetebolista polones que integrou a seleção polonesa que competiu nos VI Jogos Olímpicos de Verão realizados em Berlim em 1936.